# Plagodis emargataria
Plagodis emargataria är en fjärilsart som beskrevs av Achille Guenée 1858. Plagodis emargataria ingår i släktet Plagodis och familjen mätare. Inga underarter finns listade i Catalogue of Life.